# Tribu
El término tribu se suele utilizar en distintos contextos como categoría de grupo social humano. Se usa predominantemente en antropología, pero existen múltiples y contrastantes definiciones, desde distintas perspectivas teóricas, debido a la variedad de estructuras de parentesco y formas de organización social existentes. Se considera jerárquicamente mayor que el linaje o clan, pero menor a una nación o estado. En algunas ocasiones las tribus tienen incluso estatus legal, como es el caso de las tribus de nativos americanos en los Estados Unidos, que tienen una relación de nación a nación con el gobierno federal de ese país.

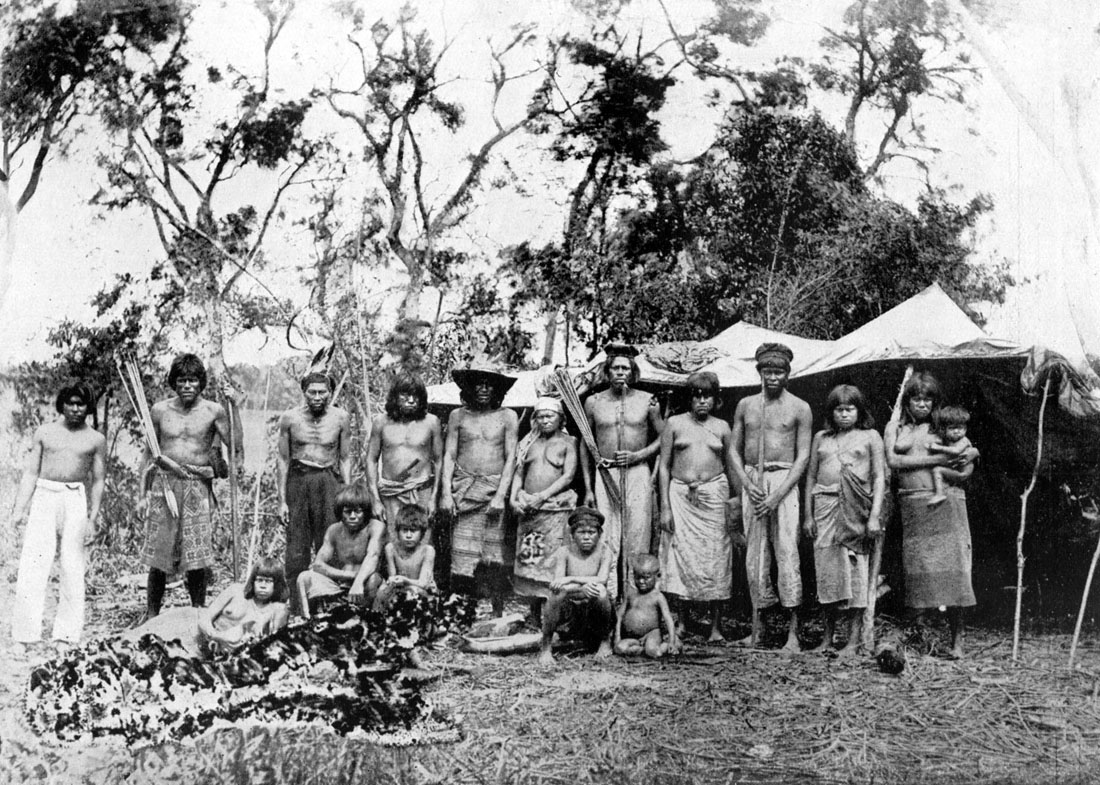
Tribu de tobas, cerca del río Pilcomayo, 1892.

El concepto es a menudo contrastado por los antropólogos con otros grupos sociales y de parentesco, siendo jerárquicamente mayor que un linaje o clan, pero menor que una jefatura, etnia, nación o estado. Estos términos son igualmente controvertidos. En algunos casos, las tribus tienen reconocimiento legal y cierto grado de autonomía política respecto al gobierno nacional o federal, pero este uso legalista del término puede entrar en conflicto con las definiciones antropológicas.
En Estados Unidos, se considera legalmente que las tribus nativas americanas tienen un estatus de «nación dependiente doméstica» dentro del territorio de Estados Unidos, con una relación de gobierno a gobierno con el gobierno federal.

## Teorías
El concepto de tribu se encuentra en las culturas judía y grecolatina; originariamente hacía referencia a un conjunto culturalmente homogéneo de familias con un antepasado común real o mítico. A su vez las tribus agrupadas podían constituir un conjunto cultural mayor asimilable al de protonación.
Marshall sugiere la siguiente definición: "grupo social asociado a la familia, junto con la autonomía de una nación". Un interaccionismo simbólico relevante entre los miembros y un claro lugar de socialización de los mismos, que debe perdurar por más de una generación y con parentescos y obligaciones comprobables por los observadores y documentado por ellos. Los artefactos, las tradiciones y evidencias, tales como una carta magna, un libro sagrado, un folclore y un idioma, para un territorio que fue históricamente delimitado.
El término tribu, tomado del vocabulario de las instituciones políticas de la Antigüedad que incluye otros términos para expresar la afiliación por nacimiento a un grupo (Benaveniste, 1969), fue utilizado en primer lugar por los evolucionistas del siglo XIX para designar la organización política de sociedades situadas en un determinado estudio de la evolución de la humanidad. Escapando al fracaso de los conceptos evolucionistas, sigue siendo usado en antropología, asociado a la aproximación funcionalista a las ciudades sin Estado, frecuentemente denominadas sociedades tribales. El término tribu se aplica de hecho a sociedades muy distintas en cuanto a su forma de mantener el orden social sin que exista una autoridad centralizada. Así, la tribu nuer es la mayor unidad política reunida, frente a otras unidades parecidas, y que regulan mediante el arbitraje sus diferencias internas (Evans-Pritchard, 1940). Esta definición subraya la dimensión territorial de la tribu, a la inversa de la definición evolucionista, que oponía organización tribal arcaica y organización territorial.

## Origen y etimología
El término tribu aparece en la antigua Roma, cuando se agremian varias bandas, clanes o conjunto de personas emparentadas diferentes entre sí, pero que tienen la necesidad de formar una comunidad y crear instituciones para que sea posible la convivencia entre las personas que han decidido vivir juntas y unidas, conociendo las diferencias entre ellas y entre las tribus.
La palabra tribu ha originado del latín numerosos vocablos como:
- Distribuir: dar materiales o comida entre las tribus.
- Tribunal y tribuno: para administrar la justicia y la política.
- Tributo y contribución: aporte de los bienes económicos.

La palabra inglesa moderna tribe procede del inglés medio tribu, que en última instancia deriva del latín tribus. Según el Oxford English Dictionary, sigue sin estar claro si esta forma es el resultado de un préstamo de una fuente en lengua romance (como el francés antiguo tribu) o si la forma es el resultado de un préstamo directo del latín (el plural del inglés medio tribuz 1250 puede ser una representación directa del plural latino tribūs). El inglés moderno tribe también puede ser el resultado de un patrón común en el que el inglés toma prestados sustantivos directamente del latín y elimina los sufijos, incluido -us. El latín tribus es generalmente considerado por lingüistas como un compuesto formado por dos elementos: tri- 'tres' y bhu, bu, fu, una raíz verbal que significa 'ser'.
Se sostiene que el latín tribus deriva de la Protoindoeuropeo compuesto *tri-dʰh₁u/o- ('rendido en tres, división tripartita'; compárese con Umbria trifu 'trinidad, distrito', sánscrito trídha 'triple').

### Tribus en la Antigua Roma
Del latín tribus, en referencia a la original división étnica tripartita de la Antigua Roma: Ramnes (Ramnenses), Tities (Titienses) y Luceres, que según Varrón se corresponderían con los latinos, los sabinos y los etruscos, respectivamente.
Ramnes viene de Rómulo, líder de los latinos, Tities por Tito Tacio, líder de los sabinos, y Luceres por Lucumon, líder del ejército etrusco, que habría ayudado a los latinos. Para Tito Livio, las tres tribus eran, de hecho, escuadrones de jinetes, en lugar de divisiones étnicas. Cada tribu aportaba cien jinetes, llamados celeres para formar las Centurias inauguratae.

## Definición crítica (en clave antropológica)
Tanto para evolucionistas como para funcionalistas, la tribu es un grupo social con una organización preestatal, basada en la agrupación de numerosas familias. Para los evolucionistas, estamos ante uno de los cuatro estadios esenciales que marcan la evolución de la sociedad: banda, tribu, jefatura y Estado, donde la relación con el territorio (inexistente, con respecto a las bandas y tribus, necesaria por lo que hace para entender a la jefatura y al Estado es clave por categorizarlas. El funcionalismo considera que la existencia o no de una asociación territorio/grupo social no es el hecho determinante, sino que se basa en si el orden social está fundado en un poder centralizado y existe segmentación social (jefatura y Estado) o el poder no está centralizado y no existe segmentación social (banda y tribu).
La generalización del uso del concepto de “tribu” a diferentes grupos sociales de cualquier parte del mundo hace aflorar contradicciones en cualquiera de las dos aproximaciones: en la Polinesia las tribus tienen una cierta segmentación social (aristocracia tribal) y poder central (el jefe de la tribu asume funciones ejecutivas, militares y económicas, además de las religiosas, que van más allá de las típicas de un “big man”;); en Nueva Zelanda las tribus (iwi) son el resultado de la agregación de grupos de descendencia cognaticios (hapu) con un territorio claramente delimitado; en la India los estudios etnográficos desarrollados entre 1881 y 1961 nos muestran que estamos ante unas 50.000 subcastas agrupadas en 3000 castas que dan lugar a 427 tribus, agrupación que no responde a ninguno de los dos ejes mencionados: se presume que su origen proviene de la evolución en la división del trabajo y de la intrusión del legislador brahman, que al codificarlo lo fijó. Por otra parte, en la sociedad árabe preislámica las tribus venían determinadas por hechos religiosos (como, por ejemplo, compartir sacrificios); en Siberia se basaban en uniones exogámicas de filiación patrilineal (intercambio de mujeres); en Japón una misma palabra (zoku) designa tanto a familia como a tribu o raza; en Alaska las tribus estaban formadas por casas (que son agrupaciones diferentes de familias, también existentes en sociedades arcaicas de Guinea o Madagascar o en la Edad medieval de Europa o del Extremo Oriente) que mantenían una fuerte autonomía económica y política... Una verdadera constelación de significados bajo un concepto demasiado potente como para que pueda ser descrito de una única forma, sin olvidar que la aproximación a estas realidades se ha hecho muchas veces con ojos románticos que buscan (y por lo tanto, ven) el exotismo de aquello diferente. Otro aspecto que complica la conceptualización de tribu viene dado por la falta de teorías documentadas empíricamente que demuestren cómo las tribus evolucionan hacia las jefaturas.
Con todo, y teniendo en cuenta que ningún antropólogo ha podido ver en estado puro ni bandas ni tribus ni jefaturas, puesto que la antropología apareció mucho después del nacimiento del Estado, hay evidencias arqueológicas, relatos históricos y hechos actuales que permiten establecer una serie de hechos básicos asociables a las tribus: grupos sociales con producción no intensiva de alimentos (horticultura y pastoreo), poblados y grupos de filiación sin una estratificación social determinante (aunque, como pasa con los nuer de Sudán, cuando las tribus son muy grandes aparece otro tipo de segmentación denominado OLS: organización en linajes segmentarios, que apuntan a antepasados comunes), un gobierno central insuficiente como para forzar el cumplimiento de sus decisiones (como ejemplo del impacto que en la vida social tiene el carecer de un poder central fuerte, Bronislaw Malinowski describe con mucho detalle en el capítulo IV (Canoas y Navegación) las extensas y prolijas negociaciones y reglamentaciones necesarias para la organización social del trabajo en estos grupos sociales categorizables como tribus,- que esta carencia hace imprescindibles en el momento en que los jefes de las tribus de las comunidades de Tobriand y Kitava piden construir una canoa para ellos), derecho basado en la consanguinidad y no en el contrato, y, finalmente, absoluta desigualdad de género.
En general en África se ha asimilado el concepto de tribu al de nación como en el caso de entidades sociopolíticas estatales como los Yorubá, los Mandinga, los Mossi, y centenares de conjuntos culturales y estatales que en ningún caso pueden ser considerados como tribu. Este tipo de definición peyorativa minimizaba la importancia de las entidades sociopolíticas africanas como forma de justificar la intervención del colonizador con un sistema supuestamente superior. Asimismo los antropólogos colonialistas hicieron uso del término como herramienta de división que justificaría las fronteras impuestas. Ese es el caso de la división del grupo cultural Fang en grupos menores atendiendo a criterios lingüísticos no científicos.
Una reciente definición del término en la página aportada por el antropólogo y defensor de los derechos indígenas, Stephen Corry, pone en relación el concepto de "tribu" con la adscripción "indígena" y se concentra en el componente diferencial de las formas de vida respecto a los modelos dominantes. El aporte de Corry es que los "pueblos indígenas tribales" preservan "formas de vida eminentemente autosuficientes", durante generaciones, que se distinguen de aquellas de la "sociedad mayoritaria", a la cual los sujetos "indígenas tribales" no se integran.
Como análisis crítico final, hace falta decir que la enorme dificultad que la Antropología ha encontrado en el momento de definir “tribu” pone de relieve las carencias reales de los fundamentos empíricos de la vía antropológica de su estudio.

## Otros usos
Tribus urbanas, pandillas, bandas, o, simplemente, agrupaciones de jóvenes y adolescentes, que se visten de modo parecido y llamativo, siguen hábitos comunes y se hacen visibles, sobre todo, en las grandes ciudades. El fenómeno de neotribalismo se refiere a cómo dolescentes y jóvenes urbanos suelen ver en las tribus la posibilidad de encontrar una nueva vía de expresión, un modo de alejarse de la normalidad que no les satisface, y, ante todo, la ocasión de intensificar sus vivencias personales y encontrar un núcleo gratificante de afectividad. Se trataba, desde muchos puntos de vista, de una especie de cobijo emotivo por oposición a la "intemperie" urbana contemporánea que, paradójicamente, les lleva a la calle.
Nos encontrábamos, pues, ante un fenómeno profundo de la vida de la segunda mitad del siglo XX: la crisis de la modernidad industrializada, burocrática e individualista, que está dando paso a una reivindicación de contacto humano, de contacto físico y, sobre todo, de una nueva imagen de los jóvenes y para los jóvenes.
También existen las llamadas tribus civíticas formadas por grupos heterogéneos de miembros cuyo único vínculo son las emociones compartidas. Los investigadores António Damásio a través de la neurobiología y Edward Osborne Wilson desde la sociobiología exploraron las conductas de diversos grupos humanos cuyo sentimiento tribal trasciende al individuo y los lleva a comportarse como meras partículas de la comunidad. Su nexo puede nacer de un territorio, una lengua, una ideología e incluso una afición deportiva. Esta sensación de pertenencia nacida del civitio colectivo activa un mecanismo de comportamiento social pasional que supera las diferencias particulares y une a todo el conjunto con una identidad inquebrantable. Los símbolos propios de la tribu provocan fuertes emociones tanto cuando se ensalzan como cuando se denigran y el orgullo frente a otros grupos sociales origina el afán de querer afirmar la valía, diferencia, superioridad, distinción y poder de su tribu frente a la vecina.